# ゾディアック (テレビ制作会社)
株式会社ゾディアック（ZODIAC CORPORATION）は、テレビ番組の制作を主とした、日本の完全独立系総合企画制作会社。
1991年（平成3年）4月設立。

## 社内セクション
- 映像企画制作部（TV番組・WEB CM・youtubeコンテンツ等の企画制作)

- セールスプロモーション事業部（SNSプロモーション/TVプロモーション及びコンサルティング業務)

- WEBコンサルティング部（Webビジネスコンサルティング・企画戦略立案・コンテンツ企画プロデュース)

- コンサルティング事業部（戦略的経営企画・事業企画及びマーケティングコンサルティング/企業向けキッティングサービス)

※上記に関連する一切の事業

## 主な制作番組・過去作品
- フジテレビ系（制作・派遣協力含む）
  - 日本放送教室
  - if もしも
  - rooms
  - まかせて!!エキスパ
  - ジャニーズカウントダウンライブ
  - 新春かくし芸大会
  - 北野チャンネル
  - たけしのコマネチ大学数学科
  - エコラボ〜もったいない博士の異常な愛情
  - 僕らの音楽 -OUR MUSIC-
  - SRS
  - 旅美人
  - 北野タレント名鑑
  - まかせて!!エキスパ
  - ザ・ベストハウス123
  - run for money 逃走中
  - 発掘! あるある大事典
  - 発掘！あるある大事典2
  - 奇跡体験！アンビリーバボー
  - お台場　冒険王
  - もしも体感バラエティ　if
  - HOT☆FANTASY ODAIBA

- フジテレビ721・739（制作・派遣協力含む）
  - スカイパーフェクTV「日本の名車」Vol.1～Vol.20
  - 魅惑の時計

- TBS系（制作・派遣協力含む）
  - ガチンコ!
  - モーニングEye
  - ジャスト
  - 世界陸上
  - 金曜テレビの星!
  - 世界バリバリ★バリュー
  - チェック!ザ・No.1

- BS-TBS系（制作・派遣協力含む）
  - ダンス！乙女たちの青春～本場アメリカに挑む～

- テレビ朝日系（制作・派遣協力含む）
  - music-enta
  - 週刊ワイドコロシアム
  - スーパーモーニング
  - ワイド!スクランブル
  - 完売劇場
  - いきなり!黄金伝説。
  - ぷれミーヤ!
  - ぷちミーヤ!
  - ワイドショーの主役
  - これが世界の王室だ!!
  - 爆笑問題&日本国民のセンセイ教えて下さい!
  - すくいず!　世界ビックリ映像クイズ
  - 世界痛快伝説！運命のダダダダーン！
  - テレビ朝日開局45周年記念特番　『石原裕次郎　十七回忌法要生放送スペシャル』
  - タイムショック21
  - たけし・所のWA風がきた!
  - キヤノンスペシャル・世界をはかる天才たち～すべてはピラミッドから始まった
  - パナソニックスペシャル・チンギス・ハン/史上最大の帝国800年の真実～世界をつなくユビキタス時代の夜明け～
  - テレビ朝日開局50周年記念番組「地球危機2008～何気なく暮らしている人たちへ～」
  - テレメンタリー2008 沈みゆく国からの報告～カートレット諸島
  - 女神のアンテナ
  - スーパーJチャンネル

- BS朝日系（制作・派遣協力含む）
  - THE MEN'S TV

- テレビ東京系（制作・派遣協力含む）
  - 美川屋本舗
  - OUT★PUT
  - おはスタ
  - 常夏ガール
  - 素敵にワイド!ほっと10
  - TVあっぷる
  - 日経スペシャル カンブリア宮殿〜村上龍の経済トークライブ〜

- BSジャパン（制作・派遣協力含む）
  - アロハ・フラ　～フラの神様からの贈り物～
  - アロハ・フラ　～テレビフラ教室～

- 日本テレビ系（制作・派遣協力含む）
  - NNN Newsリアルタイム
  - 世界の超決定的瞬間!!まさかの大事件SP
  - 大笑点
  - 天国のスタア!44人2006
  - あの人は今!?　伝説の55人　涙の大同窓会SP
  - おもいッきりイイ!!テレビ
  - 全国高等学校クイズ選手権
  - 世界の果てまでイッテQ!
  - 行列のできる法律相談所→行列のできる相談所
  - 中井正広のブラックバラエティ

- 日本BS放送（制作・派遣協力含む）
  - 耽美イズム〜高野育郎の世界〜
  - BS11開局特番・TOKYO BISUALSCAPE
  - 大人の自由時間・浅草キッドのひまつぶし
  - 大人の自由時間・藤森夕子のセレブ気分①
  - 大人の自由時間・藤森夕子のセレブ気分②
  - access E!
  - 大人の自由時間・太田プロ・季節はずれの暑気払い
- BS12 トゥエルビ

　・孫のためのJBナイツ
- テレビ神奈川系(ネット)（制作・派遣協力含む）
  - channel a
  - ワケありバンジー

- カートゥーン・ネットワーク 
  - 無口なウサギ
  - クリスマス・カレンダー

- パーフェクトチョイス
  - ハイ!ハイ!パフィー・アミユミ
  - スター・ウォーズ エピソード3/シスの復讐

- BSスカパー!（制作・派遣協力含む）
  - ジャニーズJr.ランド

- ANIMAX（アニマックス）
  - ヴァイパーズ・クリード 全12話一挙放送
  - 『はじめ人間ギャートルズ』一挙放送

- ep放送
  - 蓄蓄番番MC：山口智充、小池栄子
  - ヤリトゲMC：藤岡弘、MEGUMI、北陽

- モバイル放送・モバHO!
  - ギャラクシーアワーMC：大神いずみ
- 三井物産（スカイパーフェクＴＶ　ｼｮｯﾋﾟﾝｸﾞﾁｬﾝﾈﾙ）
- モール・オブ・ティーヴィー  (SHOP A GO GO)

## WEBサイト/企画プロデュース・SNSプロモーション作品
- インフルエンサーマーケティング(SNSマーケティング)事業で培ったノウハウを元に、SNS運用のコンサルティングを行なっております。Instagramをはじめ、Twitter、Youtube、TikTokなど各SNSに応じたプロモーションを行います。
- 保険MASTER （生命保険ポータルサイト）
- BEAUTY CHANNEL （美容整形サイト）
- アップルナビ
- 大手グルメサイト動画導入コンサルティングサービスを開始(2018年～)
- 新・地球絶景紀行（BS-TBS）※facebook/instagram/twitter/Pinterest
- 株式会社ウィンカム　※マウスシールドによる飛沫防止効果VTR（ヘッドセットマスク・フェイスシールド・マウスシールド）※フェイスシールドによる飛沫防御効果の比較検証VTR

## モバイルアプリケーション企画制作作品
- iPhoneアプリケーション

1. 山のぼりゲーム
2. おしゃべりオーム
3. ミニパスボール

## テレビＰＲ・SNS/Webプロモーション
- ロッテ社・新商品チョコレート「クリエ」坂口憲二出演新CM発表会
- ロッテ社・サロンドショコライベント「ロッテブース出展記念セレモニー」
- サマンサタバサ社・ビクトリアベッカムイメージキャラクター記者発表
- 財団法人　省エネルギーセンター・「アイドリングストップイベント」マスコミ誘致
- 旭松社・「テンペ」TVパブリシティー
- 旭松社・「こうや豆腐」TVパブリシティー
- 赤坂ラーメンダイニング「鳳」パブリシティー
- 赤坂CSクリニック社・パブリシティー
- ベルファム・ジャポン社・　パブリシティー
- フィジオセンター社・パブリシティー
- ペットＴＶ社・パブリシティー
- 池の平ホテル・フャミリーランド「レゴブロック展」ＴＶパブリシティー
- 五島灘の塩・ＴＶパブリシティー
- 五島灘のにがり・ＴＶパブリシティー
- am3社・「アドバンスムービーサービス」記者発表，ＴＶパブリシティー
- アサヒ飲料社・「スーパービール酵母　アミノアスリート」ＴＶパブリシティー
- クリナップショールームＴＶパブリシティー
- レブルシステム・「View Connect」ＴＶパブリシティー
- カルティエ　銀座２丁目ブティック２００３ プレスカンファレンス除幕式
- マスコミ誘致
- 森永乳業社・「鉄人のこだわりシリーズ」ＴＶパブリシティー
- EAスクエア社・「２００２FIFAワールドカップ」ＴＶパブリシティー
- 松下電工社・「エアーリフレ　nanoe」ＴＶパブリシティー
- ブルーベル・ジャパン「マットショコラ」ＴＶパブリシティー
- パラダイスリゾート「江の島アイランドスパ」ＴＶパブリシティー
- ｉ－ｃｆパブリシティー制作ネットシネマ記者発表マスコミ誘致
- トータルボディコンセプト「venus＋」・「VitaRita」シリーズ　雑誌パブリシティー
- 花王社・アジエンス美髪セレブリティライブマスコミ誘致
- 石川県企画振興部空港企画課「能登空港」ＴＶパブリシティー
- 株式会社フェブリナ・「NANO　ACQUA」シリーズ・「ACQUA　FAIRY」シリーズ
- 株式会社ニナファームジャポン「Savon　embellir」パブリシティー
- マツモトキヨシ社・プレミアムイベントマスコミ誘致
- 東天満クリニック開業・プレスイベントマスコミ誘致
- 厚生仙台クリニックＴＶパブリシティー
- ｉ－ｃｆ「The　Disney　KEEPSAKES」商品パブリシティー
- 東京ミッドタウン・オープニングレセプションＰＲ
- エレクトリックアーツ社ゲーム「ＥＡ　ＳＰＯＲＴＳ　ＭＭＡ」プレス向け発表会
- ＥＡ　ＳＰＯＲＴＳ　ＭＭＡ バイラルマーケティング
- ＦＩＦＡ１０　南アフリカ　ＴＶプロモーション・バイラルプロモション